# Kreuzmotiv

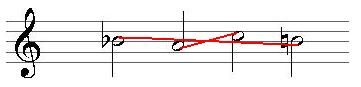
Die Tonfolge B-A-C-H als Kreuzmotiv: Beim Verbinden der beiden äußeren und der beiden inneren Noten ergibt sich ein Kreuz.

Als Kreuzmotiv (seltener Chiasmus genannt) wird manchmal eine Folge von vier Tönen bezeichnet, die so aufeinander folgen, dass man beim Verbinden der Noten für die Außen- und die Innentöne ein Kreuz erhält. Mit der Bezeichnung Kreuzmotiv wird zumeist unterstellt, dass diese Kreuzform einen Symbolgehalt hat und vom Komponisten deshalb so realisiert wurde.

## Beispiele
Johann Sebastian Bach verwendete Kreuzmotive in verschiedenen Werken.
In Franz Schuberts Es-Dur-Messe kommen laut einem pädagogischen Text Kreuzmotive in den Sätzen Gloria und Agnus Dei vor.
Der dritte Satz der 9. Sinfonie von Anton Bruckner soll ein Kreuzmotiv enthalten, das in Takt 14 beginnt.

## B-A-C-H als Kreuzmotiv
Das bekannte musikalische Motiv B-A-C-H wird manchmal als Kreuzmotiv bezeichnet (siehe Grafik). Es steht für den Familiennamen von Johann Sebastian Bach.

## Entstehung und Rezeption der Kreuzmotiv-Theorie
Philipp Spitta erwähnt das Kreuzmotiv, ohne es so zu nennen, in einer längeren Fußnote in Band II (1880) seines Werks Johann Sebastian Bach. Zu einem Chorsatz in Bachs Matthäus-Passion, in der die Menge der Verfolger Christi hasserfüllt dessen Kreuzigung fordert, merkte Spitta zunächst an, dass unter anderem „die Kreuzungen der Stimmen“ einen „malerischen Zweck“ haben dürften, was schon lange vermutet worden sei. Dann schrieb er:

„Die Neigung zur Tonmalerei äußerte sich in jener Zeit zuweilen auch in einer Art von Augenmusik […] Der Haupttheil des Bachschen Kreuzigungsthemas:
[Hier folgt in Notenschrift das aus vier Tönen bestehende Motiv in zwei Versionen]
bildet, wenn man die äußersten und mittleren Noten durch Linien verbindet, das Zeichen des Kreuzes.“

Spitta bewertete anschließend die symbolische Darstellung des Kreuzes im Notenbild als „Spielerei“, die aber nichts Verletzendes habe, „da sie von einem bedeutenden musikalischen Gedanken getragen wird“.
Arnold Schering deutete diese „kreuzförmigen“ Tonfolgen in seinem Werk Das Symbol in der Musik (1941) als Symbole für das Leiden Christi am Kreuz und als Beispiele für die „übergeordnete Sinnbeziehung eines Elementarsymbols“.
Laut Wolfgang Kostujak galten insbesondere Kreuzsymbole in Johann Sebastians Bachs Musik gegen Ende des 20. Jahrhunderts „als probatestes Erkennungszeichen für theologisch intendierte Verweise eines Komponisten auf Christus oder das ‚Leiden am Kreuz‘“. Kostujak spricht selbst nicht von Kreuzmotiven, sondern verwendet den Begriff Chiasmus, der zuvor von Friedrich Smend für eine ganz andere Art von Kreuzfigur verwendet wurde.
Das Konzept des Kreuzmotivs wird in MGG Online nicht besprochen. Grove Music Online, das andere der beiden führenden Musiklexika, gibt im Artikel über Augenmusik an: „Es gibt mehr als ein Beispiel dafür, dass die Symbolik der Kreuzigung durch eine Gruppe von Noten in der Form eines Kreuzes dargestellt wird.“

## Kritik
Wolfgang Kostujak bewertete 2007 das Konzept des Kreuzmotivs als unwissenschaftliche Spekulation. Er argumentiert, dass diese musikalische Figur den Musikern des Barockzeitalters nicht bekannt gewesen sei.

## Kreuzsymbolik in der Musik
Das Kreuzmotiv aus vier Tönen ist nur ein Beispiel für Kreuzsymbolik in der Musik. Die meisten Formen der musikalischen Kreuzsymbolik, darunter auch das Kreuzmotiv, gehören in den Bereich der Augenmusik, das heißt, das Kreuz ist nicht als solches hörbar, es ist nur im Notenbild zu erkennen. Im Artikel Augenmusik des Brockhaus Musik (2001) heißt es dazu: „Das Wort ‚Kreuz‘ kann durch Kreuzvorzeichnung oder – so häufig bei Bach – durch Stimmkreuzung, Kreuzmotiv einer Stimme oder Kreuzform des Partiturbildes symbolisiert werden.“ Grove Music Online erwähnt „eine Gruppe von Noten in der Form eines Kreuzes“ als Beispiel für Augenmusik, macht aber keine nähere Angabe zur Anzahl der Noten und zu ihrer Anordnung. Deshalb könnten hier neben dem Kreuzmotiv aus vier Noten auch andere Notenkonstellationen gemeint sein. 
Der Theologe Friedrich Smend stellte zahlreiche symmetrische Strukturen in Bachs Werken fest, die er als „Symbol des Kreuzes Christi“ deutete. In seinen Erläuterungen zu Bachs Kirchenkantaten (Erstauflage 1947/48) führte er dafür den Begriff Chiasmus ein – entsprechend der rhetorischen Figur, die in der Sprachwissenschaft bereits als Chiasmus bekannt war. Chiasmus, abgeleitet vom griechischen Buchstaben Chi (X), bedeutet „kreuzförmige Struktur“ oder „Kreuzform“. Der von Friedrich Smend auf die Kreuzigung bezogene Begriff „Chiasmus“ kommt laut Wolfgang Kostujak in der Figurenlehre des 17. und 18. Jahrhunderts nicht vor.
John Eliot Gardiner weist auf die zahlreichen „Kreuzfiguren“ (englisch cross figures) der Gambenstimme in der Arie „Komm, süßes Kreuz“ in Bachs Matthäus-Passion hin. Die Kreuzfiguren der siebensaitigen Viola da Gamba sind Ketten von abwechselnd hohen und tiefen Tönen, die den Gambisten zu aufeinanderfolgenden ausladenden Saitenwechseln (string crossings) zwingen.

## Andere Wortbedeutung im Bereich Musik
Als Kreuzmotiv bezeichnete Franz Liszt ein Motiv, das er unter anderem in seinem Oratorium Die Legende von der Heiligen Elisabeth verwendet, das zuerst einen Ganzton, dann eine kleine Terz nach oben führt.